# Giro d’Italia 2021/Fahrerfeld
Das Fahrerfeld des Giro d’Italia 2021 umfasste 184 Radrennfahrer in 23 Teams und 33 Nationen. Das Durchschnittsalter aller Teilnehmer lag bei 28 Jahren und 277 Tagen.
Legende:
- Auszeichnungen in den Wertungen:
  - : Maglia Rosa für den Gesamtführenden
  - : Maglia Ciclamino für den Führenden in der Punktewertung
  - : Maglia Azzurra für den Führenden in der Bergwertung
  - : Maglia Bianca für den Führenden in der Nachwuchswertung
- Nr. : Startnummer
- Aus.: Ausschluss durch Rennleitung vor Rennbeginn
- Susp.: Suspendierung, Ausschluss durch eigenes Team (mit Angabe der entsprechenden Etappe)
- HD: außerhalb der Karenzzeit
- DSQ: Disqualifikation, Ausschluss durch Rennleitung nach Rennbeginn (mit Angabe der entsprechenden Etappe)
- DNF: Aufgabe, Abbruch der Rundfahrt durch den Fahrer während einer Etappe (mit Angabe der entsprechenden Etappe)
- DNS: Aufgabe, Abbruch der Rundfahrt durch den Fahrer vor einer Etappe (mit Angabe der entsprechenden Etappe)

| Ineos Grenadiers IGD | Ineos Grenadiers IGD                      | Ineos Grenadiers IGD |
| -------------------- | ----------------------------------------- | -------------------- |
| Nr.                  | Fahrer                                    | Platz                |
| 1                    | Egan Bernal (COL)                         | 1.                   |
| 2                    | Jonathan Castroviejo (ESP)                | 23.                  |
| 3                    | Filippo Ganna (ITA) (Zeitfahren)          | 118.                 |
| 4                    | Daniel Felipe Martínez (COL) (Zeitfahren) | 5.                   |
| 5                    | Gianni Moscon (ITA)                       | 24.                  |
| 6                    | Jhonatan Narváez (ECU)                    | 49.                  |
| 7                    | Salvatore Puccio (ITA)                    | 94.                  |
| 8                    | Pavel Sivakov (RUS)                       | DNS-6                |

| AG2R Citroën Team ACT | AG2R Citroën Team ACT     | AG2R Citroën Team ACT |
| --------------------- | ------------------------- | --------------------- |
| Nr.                   | Fahrer                    | Platz                 |
| 11                    | Tony Gallopin (FRA)       | 60.                   |
| 12                    | François Bidard (FRA)     | DNS-6                 |
| 13                    | Geoffrey Bouchard (FRA)   | 58.                   |
| 14                    | Clément Champoussin (FRA) | DNF-9                 |
| 15                    | Alexis Gougeard (FRA)     | 114.                  |
| 16                    | Lawrence Naesen (BEL)     | 119.                  |
| 17                    | Andrea Vendrame (ITA)     | 50.                   |
| 18                    | Lawrence Warbasse (USA)   | 41.                   |

| Alpecin-Fenix AFC | Alpecin-Fenix AFC             | Alpecin-Fenix AFC |
| ----------------- | ----------------------------- | ----------------- |
| Nr.               | Fahrer                        | Platz             |
| 21                | Tim Merlier (BEL)             | DNS-11            |
| 22                | Dries De Bondt (BEL) (Straße) | 91.               |
| 23                | Jimmy Janssens (BEL)          | 65.               |
| 24                | Alexander Krieger (GER)       | 140.              |
| 25                | Senne Leysen (BEL)            | 101.              |
| 26                | Oscar Riesebeek (NED)         | 104.              |
| 27                | Gianni Vermeersch (BEL)       | 87.               |
| 28                | Louis Vervaeke (BEL)          | 20.               |

| Androni Giocattoli-Sidermec ANS | Androni Giocattoli-Sidermec ANS | Androni Giocattoli-Sidermec ANS |
| ------------------------------- | ------------------------------- | ------------------------------- |
| Nr.                             | Fahrer                          | Platz                           |
| 31                              | Alexander Cepeda (ECU)          | DNS-19                          |
| 32                              | Simon Pellaud (SUI)             | 69.                             |
| 33                              | Andrij Ponomar (UKR)            | 67.                             |
| 34                              | Simone Ravanelli (ITA)          | 71.                             |
| 35                              | Eduardo Sepúlveda (ARG)         | 47.                             |
| 36                              | Filippo Tagliani (ITA)          | 123.                            |
| 37                              | Natnael Tesfatsion (ERI)        | 92.                             |
| 38                              | Nicola Venchiarutti (ITA)       | 132.                            |

| Astana-Premier Tech APT | Astana-Premier Tech APT          | Astana-Premier Tech APT |
| ----------------------- | -------------------------------- | ----------------------- |
| Nr.                     | Fahrer                           | Platz                   |
| 41                      | Alexander Wlassow (RUS)          | 4.                      |
| 42                      | Samuele Battistella (ITA)        | 82.                     |
| 43                      | Fabio Felline (ITA)              | DNS-20                  |
| 44                      | Gorka Izagirre (ESP)             | 19.                     |
| 45                      | Wadim Pronski (KAZ)              | 40.                     |
| 46                      | Luis León Sánchez (ESP) (Straße) | 33.                     |
| 47                      | Matteo Sobrero (ITA)             | 61.                     |
| 48                      | Harold Tejada (COL)              | 36.                     |

| Bahrain Victorious TBV | Bahrain Victorious TBV          | Bahrain Victorious TBV |
| ---------------------- | ------------------------------- | ---------------------- |
| Nr.                    | Fahrer                          | Platz                  |
| 51                     | Mikel Landa (ESP)               | DNF-5                  |
| 52                     | Yukiya Arashiro (JPN)           | 77.                    |
| 53                     | Pello Bilbao (ESP) (Zeitfahren) | 13.                    |
| 54                     | Damiano Caruso (ITA)            | 2.                     |
| 55                     | Gino Mäder (SUI)                | DNF-12                 |
| 56                     | Matej Mohorič (SLO)             | DNF-9                  |
| 57                     | Jan Tratnik (SLO)               | 70.                    |
| 58                     | Rafael Valls (ESP)              | 96.                    |

| Bardiani CSF Faizanè BCF | Bardiani CSF Faizanè BCF | Bardiani CSF Faizanè BCF |
| ------------------------ | ------------------------ | ------------------------ |
| Nr.                      | Fahrer                   | Platz                    |
| 61                       | Giovanni Visconti (ITA)  | 95.                      |
| 62                       | Enrico Battaglin (ITA)   | 85.                      |
| 63                       | Giovanni Carboni (ITA)   | 35.                      |
| 64                       | Filippo Fiorelli (ITA)   | 108.                     |
| 65                       | Davide Gabburo (ITA)     | 106.                     |
| 66                       | Umberto Marengo (ITA)    | 139.                     |
| 67                       | Filippo Zana (ITA)       | 73.                      |
| 68                       | Samuele Zoccarato (ITA)  | 105.                     |

| Bora-Hansgrohe BOH | Bora-Hansgrohe BOH        | Bora-Hansgrohe BOH |
| ------------------ | ------------------------- | ------------------ |
| Nr.                | Fahrer                    | Platz              |
| 71                 | Peter Sagan (SVK)         | 117.               |
| 72                 | Giovanni Aleotti (ITA)    | 80.                |
| 73                 | Cesare Benedetti (ITA)    | 103.               |
| 74                 | Maciej Bodnar (POL)       | 136.               |
| 75                 | Emanuel Buchmann (GER)    | DNF-15             |
| 76                 | Matteo Fabbro (ITA)       | 32.                |
| 77                 | Felix Großschartner (AUT) | 42.                |
| 78                 | Daniel Oss (ITA)          | 112.               |

| Cofidis COF | Cofidis COF                    | Cofidis COF |
| ----------- | ------------------------------ | ----------- |
| Nr.         | Fahrer                         | Platz       |
| 81          | Elia Viviani (ITA)             | 135.        |
| 82          | Natnael Berhane (ERI) (Straße) | DNF-15      |
| 83          | Simone Consonni (ITA)          | 110.        |
| 84          | Nicolas Edet (FRA)             | DNF-14      |
| 85          | Victor Lafay (FRA)             | DNS-19      |
| 86          | Rémy Rochas (FRA)              | DNF-17      |
| 87          | Fabio Sabatini (ITA)           | 133.        |
| 88          | Attilio Viviani (ITA)          | 142.        |

| Deceuninck-Quick Step DQT | Deceuninck-Quick Step DQT       | Deceuninck-Quick Step DQT |
| ------------------------- | ------------------------------- | ------------------------- |
| Nr.                       | Fahrer                          | Platz                     |
| 91                        | Remco Evenepoel (BEL)           | DNS-18                    |
| 92                        | João Almeida (POR)              | 6.                        |
| 93                        | Rémi Cavagna (FRA) (Zeitfahren) | 68.                       |
| 94                        | Mikkel Frølich Honoré (DEN)     | 81.                       |
| 95                        | Iljo Keisse (BEL)               | 121.                      |
| 96                        | James Knox (GBR)                | 53.                       |
| 97                        | Fausto Masnada (ITA)            | DNF-12                    |
| 98                        | Pieter Serry (BEL)              | 56.                       |

| EF Education-Nippo EFN | EF Education-Nippo EFN          | EF Education-Nippo EFN |
| ---------------------- | ------------------------------- | ---------------------- |
| Nr.                    | Fahrer                          | Platz                  |
| 101                    | Hugh Carthy (GBR)               | 8.                     |
| 102                    | Jonathan Caicedo (ECU) (Straße) | DNF-11                 |
| 103                    | Simon Carr (GBR)                | 66.                    |
| 104                    | Ruben Guerreiro (POR)           | DNF-15                 |
| 105                    | Jens Keukeleire (BEL)           | 78.                    |
| 106                    | Julius van den Berg (NED)       | 125.                   |
| 107                    | Alberto Bettiol (ITA)           | 30.                    |
| 109                    | Tejay van Garderen (USA)        | 84.                    |

| Eolo-Kometa EOK | Eolo-Kometa EOK         | Eolo-Kometa EOK |
| --------------- | ----------------------- | --------------- |
| Nr.             | Fahrer                  | Platz           |
| 111             | Manuel Belletti (ITA)   | DNF-6           |
| 112             | Vincenzo Albanese (ITA) | 75.             |
| 113             | Mark Christian (GBR)    | 76.             |
| 114             | Márton Dina (HUN)       | 100.            |
| 115             | Lorenzo Fortunato (ITA) | 16.             |
| 116             | Francesco Gavazzi (ITA) | 29.             |
| 117             | Edward Ravasi (ITA)     | 46.             |
| 118             | Samuele Rivi (ITA)      | 129.            |

| Groupama-FDJ GFC | Groupama-FDJ GFC            | Groupama-FDJ GFC |
| ---------------- | --------------------------- | ---------------- |
| Nr.              | Fahrer                      | Platz            |
| 121              | Rudy Molard (FRA)           | 37.              |
| 122              | Matteo Badilatti (SUI)      | 34.              |
| 123              | Antoine Duchesne (CAN)      | 115.             |
| 124              | Simon Guglielmi (FRA)       | 90.              |
| 125              | Sébastien Reichenbach (SUI) | DNF-16           |
| 126              | Romain Seigle (FRA)         | 88.              |
| 127              | Attila Valter (HUN)         | 14.              |
| 128              | Lars van den Berg (NED)     | 64.              |

| Intermarché-Wanty-Gobert Matériaux IWG | Intermarché-Wanty-Gobert Matériaux IWG | Intermarché-Wanty-Gobert Matériaux IWG |
| -------------------------------------- | -------------------------------------- | -------------------------------------- |
| Nr.                                    | Fahrer                                 | Platz                                  |
| 131                                    | Jan Hirt (CZE)                         | 26.                                    |
| 132                                    | Quinten Hermans (BEL)                  | 43.                                    |
| 133                                    | Wesley Kreder (NED)                    | 128.                                   |
| 134                                    | Riccardo Minali (ITA)                  | 143.                                   |
| 135                                    | Andrea Pasqualon (ITA)                 | 72.                                    |
| 136                                    | Simone Petilli (ITA)                   | 44.                                    |
| 137                                    | Rein Taaramäe (EST)                    | 51.                                    |
| 138                                    | Taco van der Hoorn (NED)               | 107.                                   |

| Israel Start-Up Nation ISN | Israel Start-Up Nation ISN | Israel Start-Up Nation ISN |
| -------------------------- | -------------------------- | -------------------------- |
| Nr.                        | Fahrer                     | Platz                      |
| 141                        | Daniel Martin (IRL)        | 10.                        |
| 142                        | Patrick Bevin (NZL)        | 48.                        |
| 143                        | Matthias Brändle (AUT)     | 130.                       |
| 144                        | Davide Cimolai (ITA)       | 127.                       |
| 145                        | Alessandro De Marchi (ITA) | DNF-12                     |
| 146                        | Alex Dowsett (GBR)         | DNF-12                     |
| 147                        | Krists Neilands (LAT)      | DNS-2                      |
| 148                        | Guy Niv (ISR)              | 74.                        |

| Jumbo-Visma TJV | Jumbo-Visma TJV               | Jumbo-Visma TJV |
| --------------- | ----------------------------- | --------------- |
| Nr.             | Fahrer                        | Platz           |
| 151             | George Bennett (NZL) (Straße) | 11.             |
| 152             | Edoardo Affini (ITA)          | 113.            |
| 153             | Koen Bouwman (NED)            | 12.             |
| 154             | David Dekker (NED)            | DNS-14          |
| 155             | Tobias Foss (NOR)             | 9.              |
| 156             | Dylan Groenewegen (NED)       | DNS-14          |
| 157             | Paul Martens (GER)            | 99.             |
| 158             | Jos van Emden (NED)           | DNF-15          |

| Lotto-Soudal LTS | Lotto-Soudal LTS        | Lotto-Soudal LTS |
| ---------------- | ----------------------- | ---------------- |
| Nr.              | Fahrer                  | Platz            |
| 161              | Caleb Ewan (AUS)        | DNF-8            |
| 162              | Jasper De Buyst (BEL)   | DNF-9            |
| 163              | Thomas De Gendt (BEL)   | DNS-16           |
| 164              | Kobe Goossens (BEL)     | DNF-12           |
| 165              | Roger Kluge (GER)       | DNF-14           |
| 166              | Tomasz Marczyński (POL) | DNS-9            |
| 167              | Stefano Oldani (ITA)    | 79.              |
| 168              | Harm Vanhoucke (BEL)    | 86.              |

| Movistar Team MOV | Movistar Team MOV      | Movistar Team MOV |
| ----------------- | ---------------------- | ----------------- |
| Nr.               | Fahrer                 | Platz             |
| 171               | Marc Soler (ESP)       | DNF-12            |
| 172               | Dario Cataldo (ITA)    | 54.               |
| 173               | Matteo Jorgenson (USA) | 98.               |
| 174               | Nélson Oliveira (POR)  | 27.               |
| 175               | Antonio Pedrero (ESP)  | 22.               |
| 176               | Einer Rubio (COL)      | 39.               |
| 177               | Albert Torres (ESP)    | 138.              |
| 178               | Davide Villella (ITA)  | 55.               |

| BikeExchange BEX | BikeExchange BEX              | BikeExchange BEX |
| ---------------- | ----------------------------- | ---------------- |
| Nr.              | Fahrer                        | Platz            |
| 181              | Simon Yates (GBR)             | 3.               |
| 182              | Michael Hepburn (AUS)         | 120.             |
| 183              | Christopher Juul-Jensen (DEN) | 97.              |
| 184              | Tanel Kangert (EST)           | 21.              |
| 185              | Cameron Meyer (AUS) (Straße)  | 111.             |
| 186              | Mikel Nieve (ESP)             | 25.              |
| 187              | Nick Schultz (AUS)            | DNS-18           |
| 188              | Callum Scotson (AUS)          | 83.              |

| Team DSM DSM | Team DSM DSM         | Team DSM DSM |
| ------------ | -------------------- | ------------ |
| Nr.          | Fahrer               | Platz        |
| 191          | Jai Hindley (AUS)    | DNS-14       |
| 192          | Nikias Arndt (GER)   | 62.          |
| 193          | Romain Bardet (FRA)  | 7.           |
| 194          | Nico Denz (GER)      | 102.         |
| 195          | Chris Hamilton (AUS) | 45.          |
| 196          | Max Kanter (GER)     | 116.         |
| 197          | Nicolas Roche (IRL)  | 59.          |
| 198          | Michael Storer (AUS) | 31.          |

| Qhubeka Assos TQA | Qhubeka Assos TQA              | Qhubeka Assos TQA |
| ----------------- | ------------------------------ | ----------------- |
| Nr.               | Fahrer                         | Platz             |
| 201               | Giacomo Nizzolo (ITA) (Straße) | DNS-15            |
| 202               | Victor Campenaerts (BEL)       | DNS-17            |
| 203               | Kilian Frankiny (SUI)          | 57.               |
| 204               | Bert-Jan Lindeman (NED)        | 122.              |
| 205               | Domenico Pozzovivo (ITA)       | DNS-7             |
| 206               | Mauro Schmid (SUI)             | 93.               |
| 207               | Max Walscheid (GER)            | 124.              |
| 208               | Łukasz Wiśniowski (POL)        | 131.              |

| Trek-Segafredo TFS | Trek-Segafredo TFS            | Trek-Segafredo TFS |
| ------------------ | ----------------------------- | ------------------ |
| Nr.                | Fahrer                        | Platz              |
| 211                | Vincenzo Nibali (ITA)         | 18.                |
| 212                | Gianluca Brambilla (ITA)      | DNF-19             |
| 213                | Giulio Ciccone (ITA)          | DNS-18             |
| 214                | Koen de Kort (NED)            | 134.               |
| 215                | Amanuel Ghebreigzabhier (ERI) | 63.                |
| 216                | Bauke Mollema (NED)           | 28.                |
| 217                | Jacopo Mosca (ITA)            | 52.                |
| 218                | Matteo Moschetti (ITA)        | 141.               |

| UAE Team Emirates UAD | UAE Team Emirates UAD     | UAE Team Emirates UAD |
| --------------------- | ------------------------- | --------------------- |
| Nr.                   | Fahrer                    | Platz                 |
| 221                   | Davide Formolo (ITA)      | 15.                   |
| 222                   | Valerio Conti (ITA)       | 89.                   |
| 223                   | Alessandro Covi (ITA)     | 38.                   |
| 224                   | Joseph Dombrowski (USA)   | DNS-6                 |
| 225                   | Fernando Gaviria (COL)    | 109.                  |
| 226                   | Sebastián Molano (COL)    | 126.                  |
| 227                   | Maximiliano Richeze (ARG) | 137.                  |
| 228                   | Diego Ulissi (ITA)        | 17.                   |

| Ineos Grenadiers IGD | Ineos Grenadiers IGD                      | Ineos Grenadiers IGD |
| -------------------- | ----------------------------------------- | -------------------- |
| Nr.                  | Fahrer                                    | Platz                |
| 1                    | Egan Bernal (COL)                         | 1.                   |
| 2                    | Jonathan Castroviejo (ESP)                | 23.                  |
| 3                    | Filippo Ganna (ITA) (Zeitfahren)          | 118.                 |
| 4                    | Daniel Felipe Martínez (COL) (Zeitfahren) | 5.                   |
| 5                    | Gianni Moscon (ITA)                       | 24.                  |
| 6                    | Jhonatan Narváez (ECU)                    | 49.                  |
| 7                    | Salvatore Puccio (ITA)                    | 94.                  |
| 8                    | Pavel Sivakov (RUS)                       | DNS-6                |

| AG2R Citroën Team ACT | AG2R Citroën Team ACT     | AG2R Citroën Team ACT |
| --------------------- | ------------------------- | --------------------- |
| Nr.                   | Fahrer                    | Platz                 |
| 11                    | Tony Gallopin (FRA)       | 60.                   |
| 12                    | François Bidard (FRA)     | DNS-6                 |
| 13                    | Geoffrey Bouchard (FRA)   | 58.                   |
| 14                    | Clément Champoussin (FRA) | DNF-9                 |
| 15                    | Alexis Gougeard (FRA)     | 114.                  |
| 16                    | Lawrence Naesen (BEL)     | 119.                  |
| 17                    | Andrea Vendrame (ITA)     | 50.                   |
| 18                    | Lawrence Warbasse (USA)   | 41.                   |

| Alpecin-Fenix AFC | Alpecin-Fenix AFC             | Alpecin-Fenix AFC |
| ----------------- | ----------------------------- | ----------------- |
| Nr.               | Fahrer                        | Platz             |
| 21                | Tim Merlier (BEL)             | DNS-11            |
| 22                | Dries De Bondt (BEL) (Straße) | 91.               |
| 23                | Jimmy Janssens (BEL)          | 65.               |
| 24                | Alexander Krieger (GER)       | 140.              |
| 25                | Senne Leysen (BEL)            | 101.              |
| 26                | Oscar Riesebeek (NED)         | 104.              |
| 27                | Gianni Vermeersch (BEL)       | 87.               |
| 28                | Louis Vervaeke (BEL)          | 20.               |

| Androni Giocattoli-Sidermec ANS | Androni Giocattoli-Sidermec ANS | Androni Giocattoli-Sidermec ANS |
| ------------------------------- | ------------------------------- | ------------------------------- |
| Nr.                             | Fahrer                          | Platz                           |
| 31                              | Alexander Cepeda (ECU)          | DNS-19                          |
| 32                              | Simon Pellaud (SUI)             | 69.                             |
| 33                              | Andrij Ponomar (UKR)            | 67.                             |
| 34                              | Simone Ravanelli (ITA)          | 71.                             |
| 35                              | Eduardo Sepúlveda (ARG)         | 47.                             |
| 36                              | Filippo Tagliani (ITA)          | 123.                            |
| 37                              | Natnael Tesfatsion (ERI)        | 92.                             |
| 38                              | Nicola Venchiarutti (ITA)       | 132.                            |

| Astana-Premier Tech APT | Astana-Premier Tech APT          | Astana-Premier Tech APT |
| ----------------------- | -------------------------------- | ----------------------- |
| Nr.                     | Fahrer                           | Platz                   |
| 41                      | Alexander Wlassow (RUS)          | 4.                      |
| 42                      | Samuele Battistella (ITA)        | 82.                     |
| 43                      | Fabio Felline (ITA)              | DNS-20                  |
| 44                      | Gorka Izagirre (ESP)             | 19.                     |
| 45                      | Wadim Pronski (KAZ)              | 40.                     |
| 46                      | Luis León Sánchez (ESP) (Straße) | 33.                     |
| 47                      | Matteo Sobrero (ITA)             | 61.                     |
| 48                      | Harold Tejada (COL)              | 36.                     |

| Bahrain Victorious TBV | Bahrain Victorious TBV          | Bahrain Victorious TBV |
| ---------------------- | ------------------------------- | ---------------------- |
| Nr.                    | Fahrer                          | Platz                  |
| 51                     | Mikel Landa (ESP)               | DNF-5                  |
| 52                     | Yukiya Arashiro (JPN)           | 77.                    |
| 53                     | Pello Bilbao (ESP) (Zeitfahren) | 13.                    |
| 54                     | Damiano Caruso (ITA)            | 2.                     |
| 55                     | Gino Mäder (SUI)                | DNF-12                 |
| 56                     | Matej Mohorič (SLO)             | DNF-9                  |
| 57                     | Jan Tratnik (SLO)               | 70.                    |
| 58                     | Rafael Valls (ESP)              | 96.                    |

| Bardiani CSF Faizanè BCF | Bardiani CSF Faizanè BCF | Bardiani CSF Faizanè BCF |
| ------------------------ | ------------------------ | ------------------------ |
| Nr.                      | Fahrer                   | Platz                    |
| 61                       | Giovanni Visconti (ITA)  | 95.                      |
| 62                       | Enrico Battaglin (ITA)   | 85.                      |
| 63                       | Giovanni Carboni (ITA)   | 35.                      |
| 64                       | Filippo Fiorelli (ITA)   | 108.                     |
| 65                       | Davide Gabburo (ITA)     | 106.                     |
| 66                       | Umberto Marengo (ITA)    | 139.                     |
| 67                       | Filippo Zana (ITA)       | 73.                      |
| 68                       | Samuele Zoccarato (ITA)  | 105.                     |

| Bora-Hansgrohe BOH | Bora-Hansgrohe BOH        | Bora-Hansgrohe BOH |
| ------------------ | ------------------------- | ------------------ |
| Nr.                | Fahrer                    | Platz              |
| 71                 | Peter Sagan (SVK)         | 117.               |
| 72                 | Giovanni Aleotti (ITA)    | 80.                |
| 73                 | Cesare Benedetti (ITA)    | 103.               |
| 74                 | Maciej Bodnar (POL)       | 136.               |
| 75                 | Emanuel Buchmann (GER)    | DNF-15             |
| 76                 | Matteo Fabbro (ITA)       | 32.                |
| 77                 | Felix Großschartner (AUT) | 42.                |
| 78                 | Daniel Oss (ITA)          | 112.               |

| Cofidis COF | Cofidis COF                    | Cofidis COF |
| ----------- | ------------------------------ | ----------- |
| Nr.         | Fahrer                         | Platz       |
| 81          | Elia Viviani (ITA)             | 135.        |
| 82          | Natnael Berhane (ERI) (Straße) | DNF-15      |
| 83          | Simone Consonni (ITA)          | 110.        |
| 84          | Nicolas Edet (FRA)             | DNF-14      |
| 85          | Victor Lafay (FRA)             | DNS-19      |
| 86          | Rémy Rochas (FRA)              | DNF-17      |
| 87          | Fabio Sabatini (ITA)           | 133.        |
| 88          | Attilio Viviani (ITA)          | 142.        |

| Deceuninck-Quick Step DQT | Deceuninck-Quick Step DQT       | Deceuninck-Quick Step DQT |
| ------------------------- | ------------------------------- | ------------------------- |
| Nr.                       | Fahrer                          | Platz                     |
| 91                        | Remco Evenepoel (BEL)           | DNS-18                    |
| 92                        | João Almeida (POR)              | 6.                        |
| 93                        | Rémi Cavagna (FRA) (Zeitfahren) | 68.                       |
| 94                        | Mikkel Frølich Honoré (DEN)     | 81.                       |
| 95                        | Iljo Keisse (BEL)               | 121.                      |
| 96                        | James Knox (GBR)                | 53.                       |
| 97                        | Fausto Masnada (ITA)            | DNF-12                    |
| 98                        | Pieter Serry (BEL)              | 56.                       |

| EF Education-Nippo EFN | EF Education-Nippo EFN          | EF Education-Nippo EFN |
| ---------------------- | ------------------------------- | ---------------------- |
| Nr.                    | Fahrer                          | Platz                  |
| 101                    | Hugh Carthy (GBR)               | 8.                     |
| 102                    | Jonathan Caicedo (ECU) (Straße) | DNF-11                 |
| 103                    | Simon Carr (GBR)                | 66.                    |
| 104                    | Ruben Guerreiro (POR)           | DNF-15                 |
| 105                    | Jens Keukeleire (BEL)           | 78.                    |
| 106                    | Julius van den Berg (NED)       | 125.                   |
| 107                    | Alberto Bettiol (ITA)           | 30.                    |
| 109                    | Tejay van Garderen (USA)        | 84.                    |

| Eolo-Kometa EOK | Eolo-Kometa EOK         | Eolo-Kometa EOK |
| --------------- | ----------------------- | --------------- |
| Nr.             | Fahrer                  | Platz           |
| 111             | Manuel Belletti (ITA)   | DNF-6           |
| 112             | Vincenzo Albanese (ITA) | 75.             |
| 113             | Mark Christian (GBR)    | 76.             |
| 114             | Márton Dina (HUN)       | 100.            |
| 115             | Lorenzo Fortunato (ITA) | 16.             |
| 116             | Francesco Gavazzi (ITA) | 29.             |
| 117             | Edward Ravasi (ITA)     | 46.             |
| 118             | Samuele Rivi (ITA)      | 129.            |

| Groupama-FDJ GFC | Groupama-FDJ GFC            | Groupama-FDJ GFC |
| ---------------- | --------------------------- | ---------------- |
| Nr.              | Fahrer                      | Platz            |
| 121              | Rudy Molard (FRA)           | 37.              |
| 122              | Matteo Badilatti (SUI)      | 34.              |
| 123              | Antoine Duchesne (CAN)      | 115.             |
| 124              | Simon Guglielmi (FRA)       | 90.              |
| 125              | Sébastien Reichenbach (SUI) | DNF-16           |
| 126              | Romain Seigle (FRA)         | 88.              |
| 127              | Attila Valter (HUN)         | 14.              |
| 128              | Lars van den Berg (NED)     | 64.              |

| Intermarché-Wanty-Gobert Matériaux IWG | Intermarché-Wanty-Gobert Matériaux IWG | Intermarché-Wanty-Gobert Matériaux IWG |
| -------------------------------------- | -------------------------------------- | -------------------------------------- |
| Nr.                                    | Fahrer                                 | Platz                                  |
| 131                                    | Jan Hirt (CZE)                         | 26.                                    |
| 132                                    | Quinten Hermans (BEL)                  | 43.                                    |
| 133                                    | Wesley Kreder (NED)                    | 128.                                   |
| 134                                    | Riccardo Minali (ITA)                  | 143.                                   |
| 135                                    | Andrea Pasqualon (ITA)                 | 72.                                    |
| 136                                    | Simone Petilli (ITA)                   | 44.                                    |
| 137                                    | Rein Taaramäe (EST)                    | 51.                                    |
| 138                                    | Taco van der Hoorn (NED)               | 107.                                   |

| Israel Start-Up Nation ISN | Israel Start-Up Nation ISN | Israel Start-Up Nation ISN |
| -------------------------- | -------------------------- | -------------------------- |
| Nr.                        | Fahrer                     | Platz                      |
| 141                        | Daniel Martin (IRL)        | 10.                        |
| 142                        | Patrick Bevin (NZL)        | 48.                        |
| 143                        | Matthias Brändle (AUT)     | 130.                       |
| 144                        | Davide Cimolai (ITA)       | 127.                       |
| 145                        | Alessandro De Marchi (ITA) | DNF-12                     |
| 146                        | Alex Dowsett (GBR)         | DNF-12                     |
| 147                        | Krists Neilands (LAT)      | DNS-2                      |
| 148                        | Guy Niv (ISR)              | 74.                        |

| Jumbo-Visma TJV | Jumbo-Visma TJV               | Jumbo-Visma TJV |
| --------------- | ----------------------------- | --------------- |
| Nr.             | Fahrer                        | Platz           |
| 151             | George Bennett (NZL) (Straße) | 11.             |
| 152             | Edoardo Affini (ITA)          | 113.            |
| 153             | Koen Bouwman (NED)            | 12.             |
| 154             | David Dekker (NED)            | DNS-14          |
| 155             | Tobias Foss (NOR)             | 9.              |
| 156             | Dylan Groenewegen (NED)       | DNS-14          |
| 157             | Paul Martens (GER)            | 99.             |
| 158             | Jos van Emden (NED)           | DNF-15          |

| Lotto-Soudal LTS | Lotto-Soudal LTS        | Lotto-Soudal LTS |
| ---------------- | ----------------------- | ---------------- |
| Nr.              | Fahrer                  | Platz            |
| 161              | Caleb Ewan (AUS)        | DNF-8            |
| 162              | Jasper De Buyst (BEL)   | DNF-9            |
| 163              | Thomas De Gendt (BEL)   | DNS-16           |
| 164              | Kobe Goossens (BEL)     | DNF-12           |
| 165              | Roger Kluge (GER)       | DNF-14           |
| 166              | Tomasz Marczyński (POL) | DNS-9            |
| 167              | Stefano Oldani (ITA)    | 79.              |
| 168              | Harm Vanhoucke (BEL)    | 86.              |

| Movistar Team MOV | Movistar Team MOV      | Movistar Team MOV |
| ----------------- | ---------------------- | ----------------- |
| Nr.               | Fahrer                 | Platz             |
| 171               | Marc Soler (ESP)       | DNF-12            |
| 172               | Dario Cataldo (ITA)    | 54.               |
| 173               | Matteo Jorgenson (USA) | 98.               |
| 174               | Nélson Oliveira (POR)  | 27.               |
| 175               | Antonio Pedrero (ESP)  | 22.               |
| 176               | Einer Rubio (COL)      | 39.               |
| 177               | Albert Torres (ESP)    | 138.              |
| 178               | Davide Villella (ITA)  | 55.               |

| BikeExchange BEX | BikeExchange BEX              | BikeExchange BEX |
| ---------------- | ----------------------------- | ---------------- |
| Nr.              | Fahrer                        | Platz            |
| 181              | Simon Yates (GBR)             | 3.               |
| 182              | Michael Hepburn (AUS)         | 120.             |
| 183              | Christopher Juul-Jensen (DEN) | 97.              |
| 184              | Tanel Kangert (EST)           | 21.              |
| 185              | Cameron Meyer (AUS) (Straße)  | 111.             |
| 186              | Mikel Nieve (ESP)             | 25.              |
| 187              | Nick Schultz (AUS)            | DNS-18           |
| 188              | Callum Scotson (AUS)          | 83.              |

| Team DSM DSM | Team DSM DSM         | Team DSM DSM |
| ------------ | -------------------- | ------------ |
| Nr.          | Fahrer               | Platz        |
| 191          | Jai Hindley (AUS)    | DNS-14       |
| 192          | Nikias Arndt (GER)   | 62.          |
| 193          | Romain Bardet (FRA)  | 7.           |
| 194          | Nico Denz (GER)      | 102.         |
| 195          | Chris Hamilton (AUS) | 45.          |
| 196          | Max Kanter (GER)     | 116.         |
| 197          | Nicolas Roche (IRL)  | 59.          |
| 198          | Michael Storer (AUS) | 31.          |

| Qhubeka Assos TQA | Qhubeka Assos TQA              | Qhubeka Assos TQA |
| ----------------- | ------------------------------ | ----------------- |
| Nr.               | Fahrer                         | Platz             |
| 201               | Giacomo Nizzolo (ITA) (Straße) | DNS-15            |
| 202               | Victor Campenaerts (BEL)       | DNS-17            |
| 203               | Kilian Frankiny (SUI)          | 57.               |
| 204               | Bert-Jan Lindeman (NED)        | 122.              |
| 205               | Domenico Pozzovivo (ITA)       | DNS-7             |
| 206               | Mauro Schmid (SUI)             | 93.               |
| 207               | Max Walscheid (GER)            | 124.              |
| 208               | Łukasz Wiśniowski (POL)        | 131.              |

| Trek-Segafredo TFS | Trek-Segafredo TFS            | Trek-Segafredo TFS |
| ------------------ | ----------------------------- | ------------------ |
| Nr.                | Fahrer                        | Platz              |
| 211                | Vincenzo Nibali (ITA)         | 18.                |
| 212                | Gianluca Brambilla (ITA)      | DNF-19             |
| 213                | Giulio Ciccone (ITA)          | DNS-18             |
| 214                | Koen de Kort (NED)            | 134.               |
| 215                | Amanuel Ghebreigzabhier (ERI) | 63.                |
| 216                | Bauke Mollema (NED)           | 28.                |
| 217                | Jacopo Mosca (ITA)            | 52.                |
| 218                | Matteo Moschetti (ITA)        | 141.               |

| UAE Team Emirates UAD | UAE Team Emirates UAD     | UAE Team Emirates UAD |
| --------------------- | ------------------------- | --------------------- |
| Nr.                   | Fahrer                    | Platz                 |
| 221                   | Davide Formolo (ITA)      | 15.                   |
| 222                   | Valerio Conti (ITA)       | 89.                   |
| 223                   | Alessandro Covi (ITA)     | 38.                   |
| 224                   | Joseph Dombrowski (USA)   | DNS-6                 |
| 225                   | Fernando Gaviria (COL)    | 109.                  |
| 226                   | Sebastián Molano (COL)    | 126.                  |
| 227                   | Maximiliano Richeze (ARG) | 137.                  |
| 228                   | Diego Ulissi (ITA)        | 17.                   |